# Nina Nemseva
Nina Borisovna Nemseva (russisch Нина Борисовна Немцева Nina Borissowna Nemzewa; * 12. Dezember 1926 in Ufa; † 13. Juli 2021 in Düsseldorf) war eine sowjetisch-usbekische Architekturhistorikerin.

## Leben
Nemsevas Vater Boris Nikolajewitsch war Eisenbahningenieur, während ihre Mutter Jelisaweta Pawlowna Ärztin war. Mit der Familie kam Nemseva noch als Kind nach Belorezk. Während des Großen Terrors wurde der Vater 1937 verhaftet, worauf die Mutter mit den drei Kindern als Frau eines Volksfeinds ihre Wohnung verlor. Nach 33 Monaten Untersuchungshaft wurde der Vater aufgrund seines steten Leugnens und fehlender Beweise freigelassen, sein Lohn wurde nachgezahlt, und er wurde in die KPdSU wieder aufgenommen. Im Deutsch-Sowjetischen Krieg war er Leutnant eines Schützenregiments und wurde am 29. November 1942 während der Operation Uranus in der Schlacht von Stalingrad bei Gorodischtsche im Kampf getötet.
Eigentlich wollte Nemseva Ärztin werden. Auf Drängen der Mutter trat sie nach dem Besuch der siebenjährigen Schule 1941 in die Belorezker Pädagogik-Schule ein, um eine zusätzliche Brotkarte zu erhalten. Nach dem Abschluss 1944 unterrichtete sie dort fast ein Jahr lang.
Nach Kriegsende reiste Nemseva nach Taschkent, um am Taschkenter Medizin-Institut zu studieren. Allerdings kam sie erst Ende September nach dem Immatrikulationstermin dort an. Zwar wurde ihr der Besuch von Vorlesungen erlaubt, aber sie erhielt kein Stipendium, sodass sie das Medizin-Studium aufgeben musste. Ein Stipendium erhielt sie an der  Taschkenter Zentralasiatischen Staatlichen Universität (SAGU), und die Aufnahmeprüfungen bestand sie auch sogar für Englisch, das sie in der Schule nicht gelernt hatte. So begann  sie nun das Studium in der Historischen Fakultät der SAGU. Nach dem ersten Studienjahr wählte sie für die Spezialisierung die Archäologie, sodass Galina Pugatschenkowa, Alexander Semjonow, Ilja Petruschewski und der Leiter des Lehrstuhls für Archäologie Michail Masson ihre Lehrer wurden. Das vierjährige Studentpraktikum absolvierte sie in der von Michail Masson geleiteten Südturkmenischen Archäologischen Verbundexpedition (JuTAKE), die Ausgrabungen in Nisa durchführte. Nemseva untersuchte eine quadratische Halle und wurde dann mit der Untersuchung eines Rundtempels beauftragt. Sie gehörte zu der von Jelena Dawidowitsch geleiteten Archäologie-Gruppe der SAGU, die 1948 in Nisa erstmals ein Stratum mit zahlreichen Elfenbein-Fragmenten entdeckte, dessen Freilegung durch das Erdbeben von Aşgabat 1948 verhindert wurde. Später wurden dort mehr als 50 parthischen Elfenbein-Rhyta entdeckt.
Nach dem Abschluss des Studiums an der SAGU 1950 wurde Nemseva Archäologin in der von Boris Sassypkin geleiteten Denkmalschutz-Abteilung der usbekischen Verwaltung für Architektur-Angelegenheiten. Bald wurden ihr selbständige Ausgrabungen im Gur-Emir-Mausoleum in Samarkand übertragen. Dabei untersuchte sie auch die Gründung der Madrasa. Ihre Ergebnisse dienten als Grundlage für die Erhaltung des Innenhofs und die Restaurierung des Mausoleums. Auch führte sie Ausgrabungen in der Ulugʻbek-Madrasa in Buchara durch.
Dann arbeitete Nemseva in der Spezialrestaurierungswerkstatt (1957–1969), in der Archäologie-Abteilung des Instituts für Geschichte der Akademie der Wissenschaften der Usbekischen Sozialistischen Sowjetrepublik (1970–1971) und im Hamza-Institut für Kunstwissenschaft des Kulturministeriums der Usbekischen Sozialistischen Sowjetrepublik (1971–1988). Sie untersuchte archäologische und Architektur-Denkmäler Zentralasiens, darunter das Mausoleum von Hodscha Ahmad Yasawi, das frühmittelalterliche Herrenhaus und die Burg Bobo-Tera bei Termiz, Chodscha Maschhad bei Schahritus, die Moschee und Madrasa Kok Gumbes (Kok Gumbaz, Кок Гумбез, „Blaue Kuppel“) in Ura-Tjube und das Mausoleum Scheich Muslichiddins in Chudschand.
Nemsevas Forschungsschwerpunkt war Afrasiab und Shohizinda. Ihre Ergebnisse fasste sie in ihrer Dissertation über die Geschichte des Ensembles Shohizinda zusammen, die sie 1972 mit Erfolg für die Promotion zur Kandidatin der historischen Wissenschaften verteidigte. Darauf erforschte sie die Karawanserei Raboti Malik an der Seidenstraße zwischen Samarkand und Buchara, von der bis dahin nur eine Zeichnung des Forschungsreisenden Alexander Lehmann existierte. Sie leitete die Ausgrabungen (1973–1975, 1977, 1997–2001) und stellte fest, dass es sich um eine komplexe Festungsanlage mit Palast handelte.
Während der schwierigen Perestroika-Jahre und danach finanzierte sich Nemseva mit Vorlesungen am Taschkenter Nezami-Pädagogik-Institut. Sie begann eine Studie des Südosten Bucharas, die sie dann als wissenschaftliche Senior-Mitarbeiterin des Instituts für Geschichte der Akademie der Wissenschaften der Republik Usbekistan fortsetzen konnte (1999–2003). Dabei konzentrierte sie sich auf das Sayfiddin-Boharziy-Mausoleum und das Bayan-Kuli-Khan-Mausoleum.
Nemseva hielt jahrelang Vorlesungen am Studienzentrum für die Ausbildung von Fremdenführern für Zentralasien und Taschkent. Sie trat auf Konferenzen auf und veröffentlichte viele Fachartikel und Bücher. Besonders widmete sie sich der Geschichte der Restaurierung und des Denkmalschutzes. Sie lebte in Taschkent. Sie starb am 13. Juli 2021 in Düsseldorf.